# 글로벌스터디즈
글로벌 스터디즈는 국제적인 정치, 경제, 환경 그리고 문화적 관계와 그 과정을 다루는 학술 연구이다. 글로벌 스터디즈는 다른 분야의 활동 -시장 관계의 다양성, 상품의 움직임, 글로벌 커뮤니케이션과 소비, 난민, 이주자등 사람들의 다양한 세계안에서 이동- 으로부터 유래되었다. 글로벌 스터디즈는 다국적 및 지역석 동향을 교과과정에 포함하고 있다. 글로벌 스터디즈의 수업을 듣는 것은 또한 특정 관심분야의 현장연구도 포함 할 수 있다.
글로벌스터디는 또한 국제지역학과 국제교육학을 포함시킬 수 도 있다. 국제지역학은 글로벌 스터디즈의 한 일부로써 나라간 국경 사이의 관계를 집중한다. 이와 비슷하게 국제 교육학은 다른 나라간혹은 국제 교육기관의 반전에 대해 더 자세히 연구하는 학문이다. 두 경우 모두 “국가” 라는 개념으로 연구의 분야를 국한시키고있다. 하지만 이에 비해 글로벌 스터디는 지구 전체에서 지역까지 아우르는 더 넓은 의미의 학문이다.

## 역사와 내용
중등 고등교육의 글로벌 스터디즈의 발전은 글로벌화의 논쟁적 산물이며 국제 커뮤니티의 결과로 일어나는 결과이다. 글로벌화는 15세기 유럽국가들 무역과 권력지위를 증가시키기위한 식민지화로부터 시작되었다. 하지만 세계의 통신기술과 전산화 같이 글로벌화의 진행을 향상시키는 전례없는 행보는 지난 수십년 밖에 지나지 않았다. “그것은 우리의 밀접한 삶의 변화이다….. 변화의 속도는 소통의 성장과 밀접하게 관련이있으며 정보와 통신기술의 발전은 기하급수적이다… 세계화는 우리가 피할 수 없는 삶의 진실이다.”
세계화의 세계적인 연구 및 제3차 교육에 대한 개발은 논쟁적으로 제품과 국제 사회에 대한 이로 인한 결과. 국제화던 유럽인 나라에서 무역, 권력과 지위를 증가시키기 위한 개척이 시작했다 정말 15세기로 출발했다고 전해지고 있다. 하지만, 그것은 지난 수십년간 세계 통신 기술과 전산화에서 다시 세계화의 과정을 강화한 전례 없는 상승을 경험했다.

## 학습 결과
글로벌 스터디즈의 학습 결과는 기관의 목표에 따라 다라진다. 하지만 학생들의 연구 기간의 개발을 요하는 일반적인 연구 성과는 다음과 같다.
- 문화적 차이의 이해
- 세계적/지역적 사고
- 연구와 분석의 기술
- 시사의 이해
- 상황에 따라 효과적인 소통
- 제2외국어의 이해 또는 이중언어 구어

## 직업전망
학위 취득 후 글로벌 스터디의 직업 전망은 예외적으로 다양하다. 국제 관계, 무역, 외교, 정치, 지방 자치 단체 환경 조사 기획과 국제개발분야등에서 커리어를 쌓을 수 있다.

## 같이 보기
- 세계화주의
- 세계화
- 국제 관계